# Monika Zapalska
Monika Zapalska (* 24. Mai 1994 in Danzig, Polen) ist eine deutsche Leichtathletin, die sich auf den 100-Meter-Hürdenlauf spezialisiert hat.

## Karriere
Monika Zapalska wurde in Polen geboren und kam etwa 11-jährig mit ihren Eltern nach Deutschland. Ein Jahr später begann sie mit dem Leichtathletiktraining bei der TuS 08 Lintorf, bei welcher sie bis Ende 2012 trainierte. Nach einem zweijährigen Gastspiel beim ART Düsseldorf und fünf Jahren beim TV Wattenscheid 01 startet Zapalska seit 2020 für den LC Paderborn.
Bei Deutschen Jugendmeisterschaften tat sich Zapalska öfter mit guten Platzierungen hervor. So gewann sie 2010 die 100 Meter Hürden der Weiblichen Jugend U18 und wurde von 2011 bis 2013 insgesamt drei Mal Vizemeisterin in ihrer jeweiligen Altersklasse, nämlich über die 100 Meter Hürden der U18 2011 und der U20 2013 sowie über 200 Meter der U20 2012. Ähnliches gelang ihr in der Halle, 2012 wurde sie U20-Vizehallenmeisterin über 200 Meter, 2013 in derselben Altersklasse Vizehallenmeisterin im 60-Meter-Hürdenlauf. 2013, 2015 und 2016 errang sie bei Deutschen U23-Meisterschaften im 100-Meter-Hürdenlauf abermals jeweils Silber.
Zapalska nahm an den Junioreneuropameisterschaften 2013 in der italienischen Gemeinde Rieti teil und startete dort über die 100 Meter Hürden. Im Finale belegte sie den siebten Platz. Bei den Deutschen Meisterschaften 2014 belegte sie in Ulm im Finale den achten Platz.
2015 belegte Zapalska bei den Deutschen Hallenmeisterschaften in Karlsruhe über die 60 Meter Hürden den siebten Platz. Mit ihrer Vereinsstaffel konnte sie sich die Silbermedaille im 4-mal-200-Meter-Staffellauf sichern. Im Juli nahm die Hürdenläuferin an den U23-Europameisterschaften im estnischen Tallinn teil. Dort erreichte sie das Halbfinale, schied in diesem aber als Fünfte ihres Laufs aus. Zwei Wochen später belegte sie bei den Deutschen Meisterschaften in Nürnberg Rang fünf.
2016 verfehlte Zapalska bei den Deutschen Hallenmeisterschaften in der Arena Leipzig als Vierte eine DM-Hallenmedaille über die 60 Meter Hürden nur um eine Hundertstelsekunde, konnte aber mit Esther Cremer, Pamela Dutkiewicz und Christina Haack in der 4-mal-200-Meter-Staffel den deutschen Hallenmeistertitel gewinnen. In der Freiluftsaison 2016 und 2017 verpasste sie eine DM-Medaille im 100-Meter-Hürdenlauf. Bei beiden Austragungen konnte Zapalska sich aber eine Medaille mit der 4-mal-100-Meter-Staffel sichern, 2016 Silber und 2017 Bronze.
2018 schrammte Zapalska bei den Deutschen Hallenmeisterschaften über die 60 Meter Hürden als Vierte an einer Medaille vorbei, konnte aber die 4-mal-200-Meter-Staffel gemeinsam mit Pamela Dutkiewicz, Keshia Kwadwo und Maike Schachtschneider gewinnen.
Bei den Deutschen Hallenmeisterschaften 2020 in Leipzig schrammte Zapalska als Vierte nur knapp an Bronze über die 60 Meter Hürden vorbei. Bei den Deutschen Meisterschaften 2020 in Braunschweig ersprintete sie über die 100 Meter Hürden die Bronzemedaille.

## Vereinszugehörigkeiten
2020 und 2021 startet Zapalska für den LC Paderborn und wird von Thomas Prange trainiert. Zuvor war sie beim TV Wattenscheid 01 und beim ART Düsseldorf. 2022 kehrte sie zum TV Wattenscheid zurück.